# Manchita
Manchita è un comune spagnolo di 754 abitanti situato nella comunità autonoma dell'Estremadura.